# Certifikacijske kuće
Pojam certifikacija podrazumijeva potvrđivanje koje provodi treća strana, a koje se odnosi na proizvode, procese, sustave ili osobe. Certifikacijske kuće provode postupak certificiranja. One se mogu podijeliti na one koje provode certifikaciju proizvoda, osoblja i sustava upravljanja. Svim certifikacijskim kućama zajedničko je to da se izdani certifikat bazira na uzorkovanju i dokazivoj ponovljivosti predmeta certifikacije. 
Certifikacijske kuće koje provode certifikaciju sustava upravljanja certificiraju različite tipove sustava upravljanja kao npr. sustave upravljanja kvalitetom prema normi ISO 9001, sustave upravljanja zaštitom okoliša prema normi ISO 14001, sustave upravljanja informacijskom sigurnošću prema normi ISO 27001, sustave upravljanja sigurnošću hrane prema normi ISO 22000 itd.
U Republici Hrvatskoj djeluje veliki broj certifikacijskih kuća koje provode certifikaciju sustava upravljanja.
Popis certifikacijskih kuća abecednim redom:
1. Adria Norma d.o.o.
2. Bureau Veritas Croatia d.o.o.
3. Cro Cert d.o.o.
4. CSQA Adria d.o.o.
5. Det Norske Veritas Adriatica d.o.o.
6. DQS Zagreb d.o.o.
7. Edukocert d.o.o.
8. Ex Agencija
9. Hrvatski registar brodova
10. ICR Adriatica d.o.o.
11. ISACert d.o.o.
12. Lloyd's Register EMEA
13. Optimus stop d.o.o.
14. Quality Austria
15. SGS Adriatica d.o.o.
16. SIQ Croatia d.o.o.
17. TQV Adria d.o.o.
18. TÜVadria d.o.o.
19. TÜV Austria Hrvatska
20. TÜV Croatia d.o.o.
21. TÜV SÜD Sava d.o.o.
22. URS Adriatica d.o.o.
23. VIK-HR d.o.o.